# Osphya obscura
Osphya obscura is een keversoort uit de familie zwamspartelkevers (Melandryidae). De wetenschappelijke naam van de soort werd in 1937 gepubliceerd door Maurice Pic.